# Флоријан Бирг
Флоријан Бирг (Пешта, 1800 или 1801 – Београд, 13. октобар 1865) по националности мађар, по професији био је лекар, магистар фармације, ветеринар, штаб-хирург, који је део свог живота до смрти провео у Кнежевини Србији као апотекар, градски и окружни београдски лекар и штаб хирург прве Војне болнице у Београду. Један је од оснивача и кустос Музеум редкости при војној болници у Београду.

## Живот и каријера
Рођен је у Пешти, 1800 или 1801, где је током образовања на Универзитету у Пешти стекао звања магистра хирургије, обстетриције, фармације и ветерине.
Након дипломирања у Пешти је десет година радио као магистар фармације, а затим је 1837. године ступио у турску војну службу у Београду, у којој је био на дужности другог лекара гарнизона и апотекара болничке апотеке.
Фебруара 1839. прешао је у српску здравстбвену службу, на место градског и окружног лекара у Београду.
Крајем 1841. године Бирг је постављен за првог штаб-хирурга Централне војне болнице на Палилули, и на тој дужности је био све до 1860, када је поново постављен за лекара Округа београдског.
За ванредног члана Сталне лекарске комисије Министарства унутрашњих дела био је изабран 1852. године.
Преминуо је у Београду 1/13. октобра 1865. године.

## Дело
О делу Флоријан Бирг најбоље говоре ови подаци наведени у кондуит листи из 1840. године 
Био веома савестан лекар. Болеснику је ишао да пружи помоћ без одлагања, у лечењу је био „добре среће“, сиромашнима је поклањао лекове, био је савестан у пословима вакцинације и уредно је водио деловодни протокол. Према поменутој оцени, био је „кротке“, а у опхођењу с болесницима је био „трпељив“.
Флоријан Бирг је са др Емерихом Линденмајером 1844. године основао Музеум редкости при војној болници у Београду и током шеснаест година био је чувар Музеја.
Поред других дужности др Флоријан Бирг је радио и као психијатар (иако то није био) у Болници за с ума сишавше основане у Београду 1861. године, о чему говори овај цитат:
У обновљеној Србији Болница за с ума сишавше основана је у Београду 1861. године, трудом већ остарелог др Емериха Линденмајера, који тада више не беше начелник Војног санитета. Питање је покренуо средином 1839. године, али су расправе потрајале три године. Забележена су још два Линденмајерова енергична покушаја 1854. и 1856. По устројенију за вршиоца дужности управника постављен је др Флоријан Бирг, физикус Округа београдског. У марту 1863. др Васа Теодоровић, пре тога управник карантина у Алексинцу. Ни Теодоровић ни Бирг не беху стручни у том послу. Психијатрија све до седамдесетих година 19. века једва да беше заступљена на студијама медицине. Што и један и други надокнађиваху савесношћу. Бирг је одмах уочио да таква болница не сме ноћу остати без надзора. Предузете су мере да се лекарски помоћник и економ ту настане и дежурају. Бирг је боравио у тој болници преко читавог дана обављајући послове окружног лекара: регрутацију, калемљење (вакцинацију) великих богиња, прегледе повређених…